# ビスケット・オリバ
ビスケット・オリバは、板垣恵介の漫画作品『グラップラー刃牙』シリーズに登場する架空の人物。テレビアニメ第1作『グラップラー刃牙』での声優は屋良有作、第2作『バキ』では大塚芳忠。モデルはボディビルダーのセルジオ・オリバ。

## 人物
怪力無双のキューバ系アメリカ人。「ミスター・アンチェイン（繋がれざる者）」と呼ばれ、アメリカアリゾナ州にあるアリゾナ州立刑務所（別名・ブラックペンタゴン）に収監された囚人（受刑者）でありながら同刑務所を自由に出入りし、犯罪者を捕獲する特殊な立場にある。
刑務所内では、彼のために特設された豪華な暮らしを満喫しているだけでなく、恋人マリアとの同棲、私服の着用や喫煙（葉巻を愛煙）、食事の中身も食前酒から食後のデザートまで贅を尽くしたものである。その上刑務所の壁の一角には、囚人たちを脅して自らを称える内容の巨大肖像画を（本人曰く実際より髪の毛を多く）描かせるなど特別待遇であり、「ここ（アリゾナ州立刑務所）は私の国」と言い切っている。
図書館並みの蔵書を持つなど知識は豊富であり、日本語も堪能。一口飲んだワインの味を情景豊かに表現する、柳龍光の毒手を受けた刃牙の診察データを見て医師よりも正確に毒の成分を看破するなど知的な一面を持つ。アリゾナ州立刑務所所長のマイケル・ホールズからは「彼に知らないことは無い」とまで言われ、第三者には非公開の秘密会議の決定で日本から警視正の園田が会いに来ることや、龍書文の表舞台に出ない闇試合の戦歴や、同じく極秘に行われている地下闘技場で刃牙が見せた剛体術のことまで知っていた。シコルスキーが｢超規格外の腕力と知力にものを言わせ法の外に君臨する男｣と説明していることから、筋肉と同様に頭脳も規格外だと分かる。基本的に紳士的で穏やかな態度を崩さないが、刑務所内での立場や喧嘩の強さなど、自分のアイデンティティーに関することを侵害されたならこの限りではない。子供のように「喧嘩に負けたくない」と思い続けていることに関しては、オリバ本人も自分の欠点として認めている。
範馬勇次郎とは旧知の仲であり、しばしば対照的な描写がされている。範馬勇次郎の「地上最強」に対して「地上最自由」とも称され、刃牙に強くなるための秘訣を問われ「愛」と回答するなどがその代表例。その対象である恋人のマリアのために身体を鍛え、奉仕に近い形で愛を捧げている。また、マリアがかつて住んでいた街で買ったハンカチを「リバプールを訪れる旅行客がビートルズを感じるのと同じ」という理屈で大事にしており、ゲバルにこれを自慢した際に唾を吐かれたときは、大声で泣き叫びながら駆け足で去っていった。その後もこのハンカチは丁寧に洗った上で引き続き大事にしている。
劇中では「ミスター・アンチェイン」とは別に「アメリカで一番喧嘩が強い男」「全米最強」とも呼ばれている。オリバ自身にも同様の感覚はあり、刃牙との闘い終盤では、自分の敗北はアメリカの敗北だと考えていた。反面FBI局長のバート・アレンからは苦い顔で「合衆国の恥部」と吐き捨てられるなど、良くも悪くもアメリカの象徴と描写されている。
作者の板垣は『ストロンゲストマン』などに出場するような選手がどこまでやれるのか、技術が無くても力だけでどこまで強くなれるのか興味があった。作中に細くて円熟した技術を持つ選手を登場させたなら、その対比となる「究極の力持ち」として創作したキャラクターだと語っている。

## ファイトスタイル
身長は180センチメートル余りであるが、体重は150キログラムを超える。一見肥満体のようにも見える肉体だが、体脂肪率5%未満を維持している筋肉の塊であり、オリバにとってはこの極限まで鍛え上げた肉体こそが最大の武器であり、防具である。
何かしらの格闘技を修めている様子はなく、範馬刃牙からも「格闘技をやっている動きではない」と評されている。攻撃は力任せに殴る、投げつけるなどが大半であり、防御では受けの姿勢を取ることすらほとんど無い。しかし、浮上しようとする輸送ヘリコプターを引っ張るなどの怪物じみたトレーニングを数多く行っており、手のひらで1$コインを四つ折にし、腕を振り下ろせば受けた相手の足が地面にめり込み、柔道着の袖をいとも簡単に破り取るなど常軌を逸したパワーを得ている。また、肌に繰り返し粗塩を刷り込むことで切れにくくし、心臓部に金属のプレートを埋め込むなど、肉体の強化には様々な工夫を行っている。常人相手なら一発で深い裂傷が生じる打拳でもわずかに跡がつくだけ、拳法家の抜き手も本気で腹筋を固めれば弾き返してしまう、至近距離でショットガンを撃たれてもわずかに血が垂れる程度の傷しか負わないなど、人間離れしたタフネスを誇る。
身体的なダメージは1日10万キロカロリーを超える食事と驚異的な回復力でもって、わずかの間で自然治癒する（負傷時のメニューはステーキとワインで統一。10万キロカロリーはおにぎり500個ほどに相当する）。

## 作中での活躍

### 『バキ』
最凶死刑囚編
死刑囚を逃亡させてしまった各国の警察組織からの要請を受け、他者の思惑とは別に、独自に死刑囚を追跡する。来日早々に死刑囚の一人シコルスキーを発見・追撃し、その捕獲に成功した。その後、警視庁の庁舎で密かに情報収集に当たっていたが、死刑囚のドイルに先手を打たれて攻撃され、思わぬ苦戦を強いられる。何とか追い詰めるがドイルは逃亡、後に残されたのは頬を切り裂かれ腹部から血を流すオリバだけだった。
物音を聞きつけて駆けつけた園田には「カワイイ婦警を口説いたらいきなり刺された」などと誤魔化したが、明らかにただ事ではない状況のため、居合わせた渋川剛気に取り押さえられる。その際、オリバ自慢のパワーをいとも簡単に受け流す渋川流に魅せられたオリバは、成り行きで柔道の訓練に参加し渋川と一手を交えるが、手首を外され敗北を宣言する。
渋川らとの交流を楽しんだ後、再び死刑囚狩りを再開するものの、まごついているうちに死刑囚の多くは別の格闘家たちによって倒されていた。何とか手負いのドイルを生きたまま捕獲し、治療を受けさせた。任務を終了したオリバは、大擂台賽に意欲を見せる。
中国大擂台賽編
中国武術界との接点を持たない彼には公式なルートからの参加は困難であったため、烈海王が保護していた死刑囚の一人ドリアン（怒李庵海王）を大擂台賽に参加させ、彼のセコンドという名目で参入。既に精神崩壊を起こし戦闘不能が明白な怒李庵海王をダシに、彼の対戦相手である楊海王を焚き付け、強引に参加することに成功した。楊海王を一蹴し、続く中国連合軍と日米勝ち残り連合軍の五本勝負では、先鋒として龍書文と対戦する。龍のハンドポケットを用いた居合拳法に惑わされつつも、その怪力を生かした顔面突きで勝利をおさめた。

### 『範馬刃牙』
超絶!!監獄バトル編
大擂台賽終了後は、再び刑務所に戻る。第三部『範馬刃牙』において、刑務所内のナンバー2であるJ・ゲバルと戦った。ゲバルとは一進一退の攻防を繰り広げ、戦いで必要なのは筋肉か技術かを争い、最終的には自身の筋肉に対する信仰心（愛）が勝りゲバルを倒す。がその後、刃牙の執拗な挑発により徐々にストレスをため、精神の安定を崩していく。懲罰房内でバキを逆に挑発するが、彼の世界で最も自由であるということの矛盾性をつかれ激しく動揺。そして美貌を失っても尊大な態度を崩さず、堂々と生きているマリアと刃牙の挑発に苛立つ自分を比較し、自身の心の弱さを嘆くあまりマリアの胸で声を上げて泣くなど、繊細な一面も見せた。
その後精神を持ち直し、アンチェインの地位とプライドを賭け刃牙と闘う。その舞台としてテレビ局にオリバ対刃牙戦を放送させる格闘イベントを計画するが、純粋な戦いには不要な手配をするさまに呆れた刃牙から「ミスター・チェイン（繋がれし者）」と呼ばれる挑発と先制攻撃により懲罰房で闘いを始め、その怪力でコンクリートの壁や鉄製のドアを破壊しながら互いに技や奥義を駆使した戦いを展開。そして最後には自分より体格の劣る刃牙と正面から殴りあった末、敗れる。
刃牙との戦いの後、ホールズや囚人たちの前で刃牙を新たな「ミスター・アンチェイン」および「ここ（刑務所）で1番強い男」とした上で、それが俺は我慢できないという理由でホールズに刃牙の釈放を認めさせる。結果として囚人でなくなった刃牙から、刑務所最強の座を取り戻した。なおこの際、彼のリクエストで刃牙の警護に用意させたヘリコプターは、刃牙にとってただ「うるさい」だけのものだった。
野人戦争編
刃牙とピクルの戦い後、勇次郎と「刃牙VSピクル」の勝敗をどう見るか問いながら立ち会い、ボクシンググローブを着けさせた上で得意の力勝負を挑むものの、圧倒される。
地上最強の親子喧嘩編
勇次郎と刃牙が地上最強の親子喧嘩に突入した折には、近くの高層ビルの一室の窓から見守った。

### 『刃牙道』
第四部『刃牙道』では地上最強の親子喧嘩を直接目にした、あるいは風聞で知った格闘家たちが退屈に苛まれる例に漏れず、刑務所に戻るやトレーニング漬けの日々を送り、「刑務所一番の働き者」と揶揄されている。その後は現代に復活した宮本武蔵の情報を聞きつけ来日し、地下闘技場で行われる刃牙対武蔵の試合を観戦した。オリバは武蔵の姿を観た際に「噂通りの噂以上」と驚愕している。

### 『バキ道』
第五部『バキ道』では、米国一の力持ちとして徳川邸に招聘され、第二代野見宿禰と取り組む。相撲では手も足も出ず圧倒されるも、フリーファイトでは立会前の奇襲で一矢報いた。しかし、立会と同時にぶちかましで拳を砕かれた上、超握力で肋骨を皮膚の上から掴み取られ、これを力んで振りほどこうとしたためにほとんどの肋骨をバラバラに折られる。そのまま地面に叩きつけられて頭部もダメージを負い、なおかつ「地面なら死んでいた」と手加減されていたことに激昂しつつも虫の息で完敗を喫した。その後、鎬紅葉の元で治療を行い、完治。「実戦のリハビリ」のため、再度宿禰と立ち会う。

### アニメ版
テレビアニメ第1作『グラップラー刃牙』では、ベトナム戦争後に南米にてアメリカ兵らと戦う勇次郎を描いた最終話に登場。原作には無いオリジナルエピソードである。
アメリカ国防総省から、南米の麻薬組織の壊滅の邪魔になる勇次郎の抹殺を要請され、戦地に赴く。勇次郎が壊滅させるつもりでいた麻薬組織の本拠地に先回りして、組織を壊滅させた。そこに居合わせた勇次郎に立ち会うことを要求するが「いま喰らうのは惜しい」と拒否される。しかし、しつこく迫るオリバに痺れを切らした勇次郎に蹴り込まれ、僅かな隙を突かれ逃げられた。これがオリバと勇次郎のファーストコンタクトとなった。